# Paraleucilla perlucida
Paraleucilla perlucida är en svampdjursart som beskrevs av Azevedo och Klautau 2007. Paraleucilla perlucida ingår i släktet Paraleucilla och familjen Amphoriscidae. Inga underarter finns listade i Catalogue of Life.